# 森田歩希
森田 歩希（もりた ほまれ、1996年6月29日 - ）は、日本の陸上競技選手。専門は中距離・長距離走。茨城県守谷市出身。竜ヶ崎第一高等学校、青山学院大学社会情報学部社会情報学科卒業。GMOアスリーツ所属。身長169cm、体重54kg。父親は元陸上競技選手の森田桂。

## 経歴
守谷市立御所ケ丘中学校3年時の全日本中学校陸上では予選敗退だった。しかし5000m14分38秒99の中学日本記録（当時）を樹立した。竜ヶ崎第一高校時代は全国高校駅伝への出場はなかった。
2015年、青山学院大学に入学し、陸上競技部に所属した。大学駅伝デビュー戦となった2年次の第48回全日本大学駅伝では6区で区間賞を獲得し、MVPを獲得した。第93回箱根駅伝では距離が変更された4区を区間2位で駆け抜け、箱根3連覇と大学駅伝3冠に貢献した。
3年次にはエース格に成長した。神奈川ハーフマラソンで自己ベストを更新する1時間02分46秒で3位に入賞した。第49回全日本大学駅伝では4区区間3位を記録した。第94回箱根駅伝では2区を走り、鈴木健吾や相澤晃を抑えて区間賞を獲得し、チームの箱根4連覇に貢献した。
4年次は主将としてチームを牽引する。第30回出雲駅伝では3区を走り、区間2位で優勝に貢献した。第50回全日本大学駅伝では7区を担当し東海大学をかわしてトップに立ち、優勝に貢献した。第95回箱根駅伝では、本番数日前まで左股関節の故障により出場が危ぶまれていたが、当日エントリー変更で3区を走った。8位からぐんぐん順位を上げ20.4kmでトップに浮上し、1時間01分26秒の区間新記録で区間賞を獲得した。しかし総合成績ではの2位に終わり、チーム報告会では悔し涙を浮かべた。
大学卒業後はGMOアスリーツに所属する。2022年2月の全日本実業団ハーフマラソンでは自己ベストを1分以上更新した。

## 人物
- 血液型はO型。
- 父は元陸上競技選手で國學院大學陸上競技部の監督を務めた森田桂。そのため、小さな頃から箱根駅伝に憧れがあったと語っている[9]。ちなみに國學院大學が箱根駅伝初出場を決めた第77回箱根駅伝予選会の映像資料には当時4歳の森田歩希が写っている。
- 2017年4月8日にTBS系列で放送された『オールスター感謝祭'17春』のイベント企画「赤坂5丁目ミニ駅伝」に同級生の小野田勇次・梶谷瑠哉、1学年下の鈴木塁人と共に青山学院大学陸上競技部チームとして出場し、ハリー杉山・小島よしお・なかやまきんに君・堀井新太・おばたのお兄さん・小國以載・ワッキー(ペナルティ)・森脇健児の芸能人最速チームに勝利した[10]。
- 2017年2月23日にフジテレビ系列で放送された『VS嵐』で、“将来の夢は数学の教師”と紹介された。また、同年11月の第49回全日本大学駅伝では文化放送の監督インタビューにおいて原晋が「彼の夢は中学の数学教師なので、社会情報学部に通っています。そこで数字的なデータを学んでいるのが大きいでしょう」と語っている。

## 戦績

### 主な戦績
| 年     | 大会                                                                 | 種目（区間）             | 順位     | 記録          | 備考                         |
| ------ | -------------------------------------------------------------------- | ------------------------ | -------- | ------------- | ---------------------------- |
| 2011年 | 第37回全日本中学校陸上競技選手権大会                                 | 3000m予選第1組           | 6位      | 9分04秒09     | 決勝進出ならず               |
| 2012年 | 第67回国民体育大会陸上競技                                           | 少年男子B 3000m予選第2組 | 1位      | 8分32秒35     | 決勝進出                     |
| 2012年 | 第67回国民体育大会陸上競技                                           | 3000m決勝                | 5位      | 8分33秒19     |                              |
| 2015年 | 第29回宮古サーモンハーフマラソン                                     | 10km                     | 2位      | 29分47秒      |                              |
| 2016年 | 高根沢町元気あっぷハーフマラソン                                     | ハーフマラソン           | 3位      | 1時間03分01秒 |                              |
| 2016年 | 第19回日本学生ハーフマラソン選手権大会                               | ハーフマラソン           | 7位      | 1時間03分14秒 |                              |
| 2016年 | 日本学生陸上競技個人選手権大会                                       | 5000m                    | 28位     | 14分40秒27    |                              |
| 2016年 | Scholten Awater Zevenhenvelenloop Nijmegen（オランダ・ナイメーヘン） | 15km                     | 11位     | 45分23秒      |                              |
| 2017年 | 第22回全国都道府県対抗男子駅伝競走大会                               | 7区・13.0Km              | 区間22位 | 38分50秒      | 茨城県・チーム総合15位       |
| 2017年 | 第39回神奈川マラソン                                                 | ハーフマラソン           | 3位      | 1時間02分46秒 | 自己ベスト                   |
| 2017年 | 第20回日本学生ハーフマラソン選手権大会                               | ハーフマラソン           | 9位      | 1時間03分02秒 |                              |
| 2017年 | 金栗記念選抜中・長距離熊本大会                                       | 5000m（2組）             | 15位     | 14分14秒89    |                              |
| 2017年 | 第96回関東学生陸上競技対校選手権大会                                 | 10000m                   | 9位      | 29分05秒85    |                              |
| 2017年 | 日本学生陸上競技個人選手権大会                                       | 5000m（2組）             | 6位      | 14分16秒90    |                              |
| 2018年 | 兵庫リレーカーニバル                                                 | 10000m（2組）            | 26位     | 29分25秒05    |                              |
| 2018年 | 国士舘大学競技会                                                     | 5000m（5組）             | 4位      | 13分57秒91    |                              |
| 2018年 | 日本学生陸上競技個人選手権大会                                       | 5000m（3組）             | 3位      | 13分54秒18    | 自己ベスト                   |
| 2019年 | 第60回東日本実業団対抗駅伝競走大会                                   | 2区・8.0Km               | 区間6位  | 22分39秒      | GMOアスリーツ・チーム総合5位 |
| 2020年 | 第64回全日本実業団対抗駅伝競走大会（ニューイヤー駅伝）               | 3区・13.6Km              | 区間7位  | 38分02秒      | GMOアスリーツ・チーム総合5位 |

### 大学駅伝成績
| 学年               | 出雲駅伝                     | 全日本大学駅伝               | 箱根駅伝                                   |
| ------------------ | ---------------------------- | ---------------------------- | ------------------------------------------ |
| 1年生 （2015年度） | 第27回 － － － （出場なし） | 第47回 － － － （出場なし） | 第92回 － － － （出場なし）               |
| 2年生 （2016年度） | 第28回 － － － （出場なし） | 第48回 6区-区間賞 35分51秒   | 第93回 4区-区間2位 1時間03分43秒           |
| 2年生 （2017年度） | 第29回 － － － （出場なし） | 第49回 4区-区間3位 40分16秒  | 第94回 2区-区間賞 1時間07分15秒            |
| 4年生 （2018年度） | 第30回 3区-区間2位 25分21秒  | 第50回 7区-区間2位 51分36秒  | 第95回 3区-区間賞 1時間01分26秒 区間新記録 |

## 自己記録
- 5000m・・・13分43秒10（2019年7月6日 ホクレンディスタンスチャレンジ2019千歳大会）
- 10000m・・・28分29秒43（2019年11月23日 八王子ロングディスタンス）
- ハーフマラソン・・・1時間01分28秒（2022年2月13日 全日本実業団ハーフマラソン）